# Medrano
Medrano tỉnh và cộng đồng tự trị La Rioja, phía bắc Tây Ban Nha. Đô thị này có diện tích là 7,46 ki-lô-mét vuông, dân số năm 2009 là 302 người với mật độ 40,48 người/km². Đô thị này có cự ly 17 km so với Logroño.